# Hoje (álbum dos Paralamas do Sucesso)
Hoje é o décimo primeiro álbum de estúdio da banda brasileira de rock Os Paralamas do Sucesso. As canções foram compostas, assim como o uso de sopros, após o acidente de Herbert Vianna, ao contrário do disco de estúdio anterior. Numa enquete pelo site oficial da banda, foi escolhida a faixa "Deus Lhe Pague" de Chico Buarque para ser colocada como faixa bônus. A faixa "Na Pista" recebeu um vídeo que foi indicado ao MTV Video Music Brasil 2006. Entre os sucessos do álbum estão "2A", "Na Pista" e "De Perto".

## Faixas
| N.º | Título                                                   | Duração |  |
| 1.  | "2A"                                                     | 03:58   |  |
| 2.  | "Pétalas"                                                | 02:50   |  |
| 3.  | "Na Pista"                                               | 02:28   |  |
| 4.  | "Soledad Cidadão" (Participação especial: Manu Chao)     | 02:15   |  |
| 5.  | "Passo Lento"                                            | 02:51   |  |
| 6.  | "De Perto"                                               | 03:11   |  |
| 7.  | "Ao Acaso" (Participação especial: Marcelinho da Lua)    | 03:52   |  |
| 8.  | "Hoje"                                                   | 03:16   |  |
| 9.  | "Fora do Lugar" (Participação especial: Andreas Kisser)  | 02:53   |  |
| 10. | "220 Desencapado"                                        | 02:31   |  |
| 11. | "Ponto de Vista" (Participação especial: Andreas Kisser) | 03:02   |  |
| 12. | "Deus Lhe Pague" (Bônus)                                 | 04:18   |  |
| 13. | "Ao Acaso Dub" (Bônus)                                   | 04:25   |  |